# Aksiomatska izgradnja skupa R
(R,+,·,≤)
(R1)	∀ a,b∈R        a+b=b+a (komutativnost zbrajanja)
(R2)	∀ a,b,c ∈R   (a+b)+c=a+(b+c)(asocijativnost zbrajanja)
(R3)	(∃0∈R)(∀a∈R)  a+0=0+a=a (postojanje neutralnog elementa u zbrajanju broja i nule)
(R4)	(∀a∈R)(∃(-a)∈R)   a+(-a)=(-a)+a=0 (postojanje inverznog elementa za zbroj :suprotan broj)
(R5)	∀a,b∈R   a∙b=b∙a (komutativnost množenja)
(R6)	∀a,b,c∈R  (a∙b)∙c=a∙(b∙c) (asocijativnost množenja)
(R7)	(∃1∈R\{0}(∀a∈R)  a∙1=1∙a=a (postojanje neutralnog elementa za množenje zove se jedinice)
(R8)	(∀a∈R\{0}(∃1/a∈R)  a∙1/a=1/a∙a=1 (postojanje inverznog elementa za množenje recipročni broj)
(R9)	(∀a,b,c∈R)   1. (a+b)∙c=a∙c+b∙c   2. a∙(b+c)=a∙b+a∙c (distibutivnost s desna/lijeva množenja prema zbroju)
(R10)	(∀a,b∈R)  a≤b ili b≤a (usporedljivost)
(R11)	∀a,b∈R  (a≤b i b≤a)⇒a=b (antisimetričnost)
(R12)	(∀a,b∈R)(a≤b i b≤c)⇒a≤c (tranzitivnost)
(R13)	(∀a,b,c∈R)a≤b⇒a+c≤b+c (kompatibilnost relacije ≤ prema zbrajanju)
(R14)	(∀a,b∈R)(0≤a ∧ 0≤b)⇒0≤a∙b (kompatibilnost relacije ≤ prema množenja)
(R15)  Aksiom o potpunosti-Za svaki odozdo omeđeni podskup X skupa R postoji najveća donja međa ,tj. postoji r0∈R tako da za svaku donju među skupa R vrijedi da je r0≤r.

## Napomena
Aksiomi od R1 do R14 razlikuju skupove N i Z od skupa R, ali ne razlikuju skup Q od skupa R, tu razliku iskazuje R15, aksiom o potpunosti.
R1-R9...aksiomi polja (ili računanja)
R10-R14...aksiomi uređaja
(R,+,·)&(R1-R9)...polje realnih brojeva
(R,+,·,≤)&(R1-R14)...uređeno polje realnih brojeva